# Апалачикола (Флорида)
Апалачикола (англ. Apalachicola) — місто (англ. city) в США, в окрузі Франклін штату Флорида. Населення — 2341 особа (2020).

## Географія
Апалачикола розташована за координатами 29°43′39″ пн. ш. 84°59′39″ зх. д. / 29.72750° пн. ш. 84.99417° зх. д. (29.727426, -84.994047).  За даними Бюро перепису населення США в 2010 році місто мало площу 6,78 км², з яких 4,97 км² — суходіл та 1,81 км² — водойми.

### Клімат
Місто знаходиться у зоні, котра характеризується вологим субтропічним кліматом. Найтепліший місяць — липень із середньою температурою 27.8 °C (82.1 °F). Найхолодніший місяць — січень, із середньою температурою 11.3 °С (52.4 °F).
| Клімат Апалачиколи      | Клімат Апалачиколи | Клімат Апалачиколи | Клімат Апалачиколи | Клімат Апалачиколи | Клімат Апалачиколи | Клімат Апалачиколи | Клімат Апалачиколи | Клімат Апалачиколи | Клімат Апалачиколи | Клімат Апалачиколи | Клімат Апалачиколи | Клімат Апалачиколи | Клімат Апалачиколи |
| Показник                | Січ.               | Лют.               | Бер.               | Квіт.              | Трав.              | Черв.              | Лип.               | Серп.              | Вер.               | Жовт.              | Лист.              | Груд.              | Рік                |
| Абсолютний максимум, °C | 26,1               | 26,7               | 29,4               | 32,2               | 36,7               | 38,3               | 38,9               | 37,2               | 35,6               | 33,9               | 30,6               | 27,8               | 38,9               |
| Середній максимум, °C   | 17,3               | 18,9               | 21,5               | 24,8               | 29                 | 31,6               | 32,6               | 32,1               | 30,9               | 27,1               | 22,8               | 18,6               | 25,6               |
| Середня температура, °C | 11,3               | 12,9               | 15,8               | 19,2               | 23,5               | 26,8               | 27,8               | 27,6               | 26,1               | 21,5               | 16,7               | 12,8               | 20,2               |
| Середній мінімум, °C    | 5,3                | 7                  | 10                 | 13,5               | 18,1               | 21,9               | 23,1               | 23,1               | 21,3               | 15,9               | 10,6               | 7,1                | 14,8               |
| Абсолютний мінімум, °C  | −12,8              | −6,1               | −5,6               | 2,2                | 8,3                | 8,9                | 17,2               | 16,7               | 10                 | 2,8                | −4,4               | −10,6              | −12,8              |
| Норма опадів, мм        | 111.8              | 106.7              | 134.6              | 78.7               | 63.5               | 134.6              | 180.3              | 208.3              | 170.2              | 106.7              | 88.9               | 83.8               | 1465.6             |
| Днів з опадами          | 8                  | 7,2                | 7,2                | 5,1                | 3,9                | 9,4                | 12,3               | 12,7               | 9,3                | 5                  | 5,5                | 7,1                | 92,7               |
| Днів з дощем            | 9                  | 8                  | 8                  | 6                  | 5                  | 10                 | 15                 | 14                 | 11                 | 5                  | 6                  | 8                  | 105                |
| ----------------------- | ------------------ | ------------------ | ------------------ | ------------------ | ------------------ | ------------------ | ------------------ | ------------------ | ------------------ | ------------------ | ------------------ | ------------------ | ------------------ |
| Джерело: Weatherbase    |                    |                    |                    |                    |                    |                    |                    |                    |                    |                    |                    |                    |                    |

## Демографія
Згідно з переписом 2010 року, у місті мешкала 2231 особа в 992 домогосподарствах у складі 575 родин. Густота населення становила 329 осіб/км².  Було 1352 помешкання (199/км²).
Расовий склад населення:
| - 66,9 % — білих - 26,4 % — чорних або афроамериканців - 0,6 % — корінних американців - 0,3 % — вихідців з тихоокеанських островів - 0,3 % — азіатів - 3,0 % — осіб інших рас |

До двох чи більше рас належало 2,4 %. Частка іспаномовних становила 6,6 % від усіх жителів.
За віковим діапазоном населення розподілялося таким чином: 21,1 % — особи молодші 18 років, 59,9 % — особи у віці 18—64 років, 19,0 % — особи у віці 65 років та старші. Медіана віку мешканця становила 43,7 року. На 100 осіб жіночої статі у місті припадало 90,0 чоловіків;  на 100 жінок у віці від 18 років та старших — 87,0 чоловіків також старших 18 років.
Середній дохід на одне домашнє господарство  становив 55 007 доларів США (медіана — 40 323), а середній дохід на одну сім'ю — 66 041 долар (медіана — 60 161). Медіана доходів становила 37 524 долари для чоловіків та 35 028 доларів для жінок. За межею бідності перебувало 10,0 % осіб, у тому числі 8,2 % дітей у віці до 18 років та 10,2 % осіб у віці 65 років та старших.
Цивільне працевлаштоване населення становило 1024 особи. Основні галузі зайнятості: освіта, охорона здоров'я та соціальна допомога — 22,9 %, мистецтво, розваги та відпочинок — 21,3 %, фінанси, страхування та нерухомість — 10,9 %, публічна адміністрація — 8,1 %.